# California no
California no è il secondo album di Adriano Pappalardo, pubblicato a novembre del 1973.

## Il disco
Dopo il primo album, Pappalardo pubblica una canzone, Segui lui, scritta da Mogol e Lucio Battisti, nel 1973, che rimane inedita su LP: infatti nel secondo album del cantante pugliese non verrà inserita.
Da questo disco è stato tratto il 45 giri "California no / Tu lo puoi".
Come il precedente, anche questo disco, prodotto e arrangiato da Claudio Fabi, è stato registrato negli studi Fonorama di Milano, di proprietà di Carlo Alberto Rossi; il tecnico del suono è Mario Carulli.
Tra i musicisti che partecipano all'incisione, e che sono gli stessi del disco precedente, vi sono quattro musicisti provenienti dal gruppo di Patrick Samson (Euro Cristiani, Guido Guglielminetti, Umberto Tozzi e Claudio Pascoli) e Giorgio Benacchio, ex componente dei Ribelli.
Il disco non è mai stato ristampato in CD.

## Tracce
Lato A
1. California no – 3:37 (testo: Mogol – musica: Bruno Tavernese)
2. Con il martello – 3:37 (testo: Mogol – musica: Tavernese)
3. Da solo – 3:15 (testo: Alberto Salerno – musica: Tavernese, Claudio Fabi)
4. No signori – 5:14 (testo: Salerno – musica: Fabi)

Lato B
1. Tu lo puoi – 4:02 (testo: Salerno – musica: Tavernese)
2. Libertà e schiavitù – 4:10 (testo: Salerno – musica: Tavernese)
3. Io di colpo insieme a te – 3:20 (testo: Salerno – musica: Damiano Dattoli)
4. Un pazzo e un fiore di lillà – 4:07 (testo: Mogol – musica: Dattoli)
5. Quadro lontano – 4:40 (testo: Salerno – musica: Tavernese)

## Formazione
- Adriano Pappalardo – voce
- Damiano Dattoli – basso
- Gianni Dall'Aglio – batteria, percussioni
- Massimo Luca – chitarra elettrica
- Claudio Fabi – tastiera
- Umberto Tozzi – chitarra elettrica
- Reginaldo Ettore – batteria, percussioni
- Pier Luigi Mucciolo – tromba
- Mario Bassino – tromba
- Mario Arghittu – trombone
- Claudio Pascoli – sax, flauto
- Paola Orlandi – cori